# François Crombez
Pour les articles homonymes, voir Crombez.
François Xavier Ghislain Crombez , écuyer, né à Tournai, le 21 juillet 1829 et mort à Bruxelles le 19 janvier 1870, est un homme politique belge francophone libéral.

## Biographie
François Crombez est le fils de Benoît Crombez, écuyer, et d'Henriette Lefebvre (sœur de Marc Lefebvre). Son père avait été marié en premières noces avec Constance de Rasse de La Faillerie, fille du baron Denis de Rasse de La Faillerie. Il est le frère de Louis Crombez et d'Henriette de Clercq.
Il fut échevin de Taintignies, membre du parlement,, et conseiller provincial de la province de Hainaut.
Marié avec Elise Verheyden, fille de Jean Verheyden et de Marie Isabelle Evrard, il est le père d'Isabelle et d'Henri Crombez. Sa fille Isabelle fut connue sous le nom de plume de Laurent Évrard.